# Oxfordski rječnik engleskog jezika
Oxfordski rječnik engleskog jezika (OED) glavni je povijesni rječnik engleskog jezika, koji izdaje „Oxford University Press” (OUP), izdavačka kuća Sveučilišta u Oxfordu. Rječnik, koji je objavio svoje prvo izdanje 1884., prati povijesni razvoj engleskog jezika, pružajući sveobuhvatan izvor znanstvenicima i akademskim istraživačima, te pruža stalne opise upotrebe engleskog jezika u njegovim varijacijama diljem svijeta.
Godine 1857. započeo je rad na rječniku, iako je prvo izdanje objavljeno tek 1884. Počelo se objavljivati u neuvezanim fasciklima kako se rad na projektu nastavljao, pod imenom „A New English Dictionary on Historical Principles”; utemeljen uglavnom na građi koju je sakupilo Filološko društvo. Godine 1895. naslov Oxfordski rječnik engleskog jezika prvi je put neslužbeno korišten na naslovnicama serije, a 1928. cijeli je rječnik ponovno objavljen u 10 uvezanih svezaka.
Godine 1933. naslov Oxfordski rječnik engleskog jezika u potpunosti je zamijenio prijašnji naziv u svim pojavljivanjima u njegovom ponovnom tiskanju kao 12 svezaka s dodatkom u jednom svesku. Tijekom godina dolazilo je više dodataka sve do 1989., kada je objavljeno drugo izdanje, koje se sastoji od 21.728 stranica u 20 svezaka. Od 2000. godine u tijeku je izrada trećeg izdanja rječnika, od čega je otprilike polovica dovršena do 2018. godine.
Godine 1988. dostupna je prva elektronička verzija rječnika, a online verzija dostupna je od 2000. Do travnja 2014. imala je više od dva milijuna posjeta mjesečno. Očekuje se da će treće izdanje rječnika biti dostupno isključivo u elektroničkom obliku; direktor izdavačka kuća izjavio je da je malo vjerojatno da će ikada biti tiskan.